# Boissy-Saint-Léger
Boissy-Saint-Léger è un comune francese di 16 482 abitanti situato nel dipartimento della Valle della Marna nella regione dell'Île-de-France.

## Società

### Evoluzione demografica
Abitanti censiti

## Amministrazione

### Gemellaggi
- Lauda-Königshofen, Germania